# El Carreu
El Carreu és una masia de Tuixent, al municipi de Josa i Tuixén, a la comarca catalana de l'Alt Urgell. Està situada al sud-oest del poble de Tuixent.